# روديك ملاداد
روديك ملاداد (بالفارسية: رودیک ملاداد) هي قرية تقع في قسم نغور الريفي (مقاطعة تشابهار) في إيران. يقدر عدد سكانها بـ 712 نسمة بحسب إحصاء 2016.